# 土庫曼國家奧林匹克委員會
土庫曼國家奧林匹克委員會是土庫曼的國家奧林匹克委員會。該組織成立於1990年，是國際奧委會和亞洲奧林匹克理事會的成員。1996年，首次以土庫曼的名義參與在美國阿特蘭大舉行的夏季奧運會。
現時，土庫曼國家奧林匹克委員會的總部設在其首都阿什哈巴德，主席是Mr Gurbanguly Berdimuhamedow。

## 資料來源
1. ↑  .   [2014-02-26]. （原始内容存档于2009-02-20）.